# سيرجي لوبيز (لاعب كرة قدم)
سيرجي لوبيز (بالإسبانية: Sergi López Segú) هو لاعب كرة قدم إسباني في مركز ظهير ‏، ولد في 6 أكتوبر 1967 في جرانوليريس في إسبانيا، وتوفي بنفس المكان في 4 نوفمبر 2006. شارك مع منتخب كاتالونيا لكرة القدم. أما مع النوادي، فقد لعب مع ريال سرقسطة وريال مايوركا ونادي برشلونة ب ونادي برشلونة.

## وصلات خارجية
- سيرجي لوبيز على موقع قاعدة بيانات كرة القدم.إي يو (الإنجليزية)